# Giovanni Corvetto
Giovanni Corvetto (1887-1932) fue un letrista italiano, autor de canciones y libretos de revistas y operetas, además de crónicas periodísticas en La Stampa de Turín.
Sus canciones más famosas fueron «Turin ca bugia» y «Tripoli, bel suol d'amore», con música de Colombino Arona, obra patriótica popularizada por la cantante Gea della Garisenda durante la Guerra ítalo-turca (1911-1912). El título de la canción y su estribillo han pasado al lenguaje popular italiano.
Pese a la enorme popularidad que alcanzaron estas canciones, Corvetto no recibió apenas beneficio económico por ellas y murió en la miseria.